# Bromus epilis
Bromus epilis är en gräsart som beskrevs av Keng f. Bromus epilis ingår i släktet lostor, och familjen gräs. Inga underarter finns listade i Catalogue of Life.